# Faster Jay
Faster Jay, de son vrai nom Mickael Darmon, est un compositeur, producteur et disc jockey français. Précurseur dans le turntablism en France aux côtés de Crazy B, il est également connu comme un ancien membre du groupe Alliance Ethnik.

## Biographie
Faster Jay se lance dans le hip-hop au début des années 1980 en commençant par le DJing, et en collectionnant les références Black Music. Il s'inspire à cette période d'artistes américains comme Grand Master Flash, et de films comme Beat Street et Wild Style. En 1986, il s’associe à un magasin de disques dédié aux vinyles référence à l’époque, Sound of Music, Boulevard du temple à Paris[réf. nécessaire]. En tant que DJ et compositeur, il rejoint des groupes de hip-hop et fait partie au début des années 1990 du mouvement authentique M A Posse, travaillant alors avec le groupe de rap français New Generation MC, et une des premières rappeuses féminines Saliha notamment sur le titre Enfant du ghetto,.
Faster Jay participe à deux chansons sur l'un des premiers disques anthologiques de rap français Rapattitude, regroupant notamment NTM, Assassin, EJM, et Tonton David. En 1991, il travaille sur l’album Dee Nasty de Dee Nasty, sur la chanson intitulée Wild Cuts, en compagnie de Yazuaki Shimizu. En 1992, il participe à l’élaboration d’un morceau utilisant uniquement des scratches - Keep on Scratching en compagnie de Cut Killer et Dee Nasty pour l’EP Planète Mars d’IAM,. Faster Jay gagne trois fois le championnat de France de DJ HIP HOP et est deux fois vice-champion du monde DMC, avec son acolyte Crazy B entre 1992 et 1993. 
En parallèle en 1994, Faster Jay connaît un large succès avec le groupe Alliance Ethnik, fondé en 1990, dont il est l’un des DJ et compositeur avec Crazy B, et DJ Gutsy au sampler. Signés en 1992 chez Virgin, les albums d’Alliance Ethnik sont certifiés disques d’or puis de platine, et le groupe remporte la Victoire de la musique du meilleur groupe en 1995,. Le groupe est depuis considéré par la presse et le public comme « les Native Tongues français ». Le succès d'Alliance Ethnik permet à Faster Jay de travailler avec le célèbre ingénieur du son Bob Power (A Tribe Called Quest, Erykah Badu, D'Angelo) et des artistes reconnus comme Vinia Mojica, Common Sense, Rahzel de The Roots, Biz Markie, De La Soul ou Youssou N'Dour…
En 1996, Faster Jay fonde son propre label discographique appelé KIF Records. Enrichi par son expérience, il signe plusieurs artistes venant de familles musicales diverses. Il publie ainsi le premier album de Trankilou, Pépé Bradock, Birdy Nam Nam, Jazz Liberatorz, Beat Torrent, Big Red, Les Rieurs, Modonut, Soul Square, DJ Fudge, Greg Gauthier, Svinkels et Scénario Rock.